# Оук-Ран (Іллінойс)
Оук-Ран (англ. Oak Run) — переписна місцевість (CDP) в США, в окрузі Нокс штату Іллінойс. Населення — 721 особа (2020).

## Географія
Оук-Ран розташований за координатами 40°57′49″ пн. ш. 90°7′44″ зх. д. / 40.96361° пн. ш. 90.12889° зх. д. (40.963728, -90.128823).  За даними Бюро перепису населення США в 2010 році переписна місцевість мала площу 11,42 км², з яких 9,16 км² — суходіл та 2,26 км² — водойми.

## Демографія
Згідно з переписом 2010 року, у переписній місцевості мешкало 547 осіб у 261 домогосподарстві у складі 188 родин. Густота населення становила 48 осіб/км².  Було 635 помешкань (56/км²).
Расовий склад населення:
| - 96,7 % — білих - 1,6 % — чорних або афроамериканців - 0,4 % — азіатів |

До двох чи більше рас належало 1,1 %. Частка іспаномовних становила 0,9 % від усіх жителів.
За віковим діапазоном населення розподілялося таким чином: 11,3 % — особи молодші 18 років, 60,9 % — особи у віці 18—64 років, 27,8 % — особи у віці 65 років та старші. Медіана віку мешканця становила 57,2 року. На 100 осіб жіночої статі у переписній місцевості припадало 107,2 чоловіків;  на 100 жінок у віці від 18 років та старших — 106,4 чоловіків також старших 18 років.
Середній дохід на одне домашнє господарство  становив 75 623 долари США (медіана — 64 722), а середній дохід на одну сім'ю — 84 440 доларів (медіана — 72 917). За межею бідності перебувало 8,4 % осіб, у тому числі 16,3 % дітей у віці до 18 років та 4,5 % осіб у віці 65 років та старших.
Цивільне працевлаштоване населення становило 249 осіб. Основні галузі зайнятості: освіта, охорона здоров'я та соціальна допомога — 29,3 %, роздрібна торгівля — 17,7 %, мистецтво, розваги та відпочинок — 10,4 %, виробництво — 8,0 %.